# Catherine Vidal (théâtre)
Pour les articles homonymes, voir Catherine Vidal (homonymie).
Catherine Vidal, née le 11 novembre 1976, est une femme de théâtre québécoise. Née de parents chiliens, elle est  comédienne, marionnettiste, chanteuse et metteuse en scène.

## Formation et carrière
Diplômée du Conservatoire d'art dramatique de Montréal en interprétation en 1999, elle joue dans de nombreuses pièces au théâtre (Théâtre Catastrophe, Le Mort, Romances et Karaokés), ainsi qu'au théâtre musical (Les parapluies de Cherbourg, L'Homme de la Mancha, Code 99) avant de se tourner vers la mise en scène. 
En tant que metteuse en scène, elle se démarque et se fait connaître d’abord par des adaptations de textes littéraires tel Walser (2008), un collage de textes de l’auteur suisse Robert Walser et Le Grand Cahier d’Agota Kristof (2009) qui lui vaut beaucoup de reconnaissance publique et critique. Par la suite, elle signe de nombreuses mises en scène en collaboration avec l’auteur Étienne Lepage. En 2015, elle fait ses débuts dans le spectacle pour marionnette avec Le Cœur en hiver, une adaptation de La reine des neiges de Hans Christian Andersen.
Elle est professeure invitée à l’École Supérieure de Théâtre de l’UQAM de 2016 à 2017 et professeure au Conservatoire d'art dramatique de Montréal de 2019 à 2022 .
Catherine Vidal est fondatrice de la compagnie de théâtre Cœur battant avec laquelle elle focalise son approche sur la compréhension et le sens des actions, réalités humaines multiples.
Elle devient co-directrice générale, avec Xavier Inchauspé, du théâtre de Quat'Sous, débutant à la saison 2023-24.

## Théâtre

### Mise en scène
- 2019 : Les Amoureux, théâtre Denise-Pelletier[12],[13]
- 2017 : Je disparais, Théâtre Prospero [14]
- 2018 : Chapitres de la chute, comise en scène avec Marc Beaupré, Théâtre de Quat'Sous[15]
- 2018 : L'Idiot, de Dostoïevski (adaptation d'Étienne Lepage), Théâtre du Nouveau Monde[16]
- 2016 : Le miel est plus doux que le sang, théâtre Denise-Pelletier
- 2015 : Le Cœur en hiver, adaptation d'Étienne Lepage, Théâtre de l'Oeil
- 2014 : Avant la retraite de Thomas Bernhard
- 2013 : Des couteaux dans les poules de David Harrower (en)
- 2012 : Robin et Marion d'Étienne Lepage, Théâtre I.N.K.
- 2010 : Amuleto, adaptation du roman du Chilien Roberto Bolaño, Théâtre de Quat'Sous
- 2010 : Joseph-la-tache, parcours ambulatoire Naissances du NTE à Espace Libre
- 2009 : Le grand cahier, Théâtre Prospero
- 2008 : Walser, collage de textes de l’auteur Robert Walser
- 2008 : Acné japonaise d'Étienne Lepage, Théâtre La Chapelle
- 2008 : Hypno de Simon Boudreault, mise en lecture, Festival du Jamais Lu

### Comédienne (théâtre musical)
- 2008 : Lortie, à l'Espace Libre dans le chœur de trois femmes
- 2004-2006 : Frères de sang dans le rôle de Mary
- 2002-2004 : L’homme de la Mancha dans le rôle d'Antonia[17]
- 2001 : Les parapluies de Cherbourg, dans le rôle de Madeleine
- 1999 : Code 99, dans le rôle de Lune, salle Fred-Barry[18]

## Prix et distinctions
2020 : Première lauréate du prix Jovette-Marchessault visant la reconnaissance et le rayonnement de la contribution de femmes artistes du milieu théâtral montréalais. 
2013 : Récipiendaire du prix de la Critique de l'Association québécoise des critiques de théâtre dans la catégorie Mise en scène - Montréal pour Des couteaux dans les poules de David Harrower, . 